# 弊宿经
《弊宿经》，南传上座部佛教《巴利文大藏经》中的长部第二十三部经。

## 概述
该经讲述，佛陀弟子鸠摩罗迦叶在乔萨罗国尸舍婆林时，弊宿王不信来世、再生与善恶果报。他慕名前来与鸠摩罗迦叶辩论。鸠摩罗迦叶以种种比喻来回答弊宿王的质问。弊宿王问，为何他作恶或行善的亲朋好友都没有如约从地狱或天国回来向他报告消息？鸠摩罗迦叶回答道，正如刑吏不会准许死刑犯回家，地狱看守亦不会准许恶人回人间；而升入天国的善人不愿再返污秽的人间，犹如落入粪坑被救出的人不愿再坠粪坑。如果善人进入忉利天，寿命为一千年，而那里一日一夜等于人间一百年。即使他们停留数日后回来报告，凡人的寿命也不足等待。弊宿王继续表示其不信有忉利天，亦不信长寿。迦叶回答道，正如人有生而眼盲，他们看不到黑白，所以日月星河等，自然不会承认了。弊宿王最后叹服，皈依三宝，成为优婆塞。
该佛经在北传佛教的《大正新修大藏经》对应经典为《長阿含經·弊宿經》（第1部第42卷）、《中阿含經·蜱肆經》（第2部第525卷）、《大正句王經》（第1部第831卷）。

## 外部連結
- 弊宿经[永久]